# Renier III d'Aigremont
Renier III d'Aigremont ou Renier de Neuviller, né vers 1200 et mort vers 1245, est seigneur d'Aigremont et de Neuviller. Il est le fils d'Olry III de Neuviller, seigneur d'Aigremont.

## Biographie
Lors de la guerre de succession de Champagne, il fait partie des partisans d'Erard de Brienne et de sa femme Philippa de Champagne, contre la comtesse Blanche de Navarre et son fils Thibaut. En 1217, le pape Honorius III exhorte Erard de Brienne et ses partisans, dont Renier d'Aigremont, de faire la paix avec Blanche de Navarre sous peine d'excommunication. Cette paix durera du 24 février au 22 avril et à la suite de la reprise des hostilités le pape Honorius III fulmine l'excommunication d'Erard de Brienne, de Renier d'Aigremont et leurs alliés.
En juin 1218, la comtesse de Champagne Blanche de Navarre et le duc de Bourgogne Eudes III, alors en marche pour attaquer la ville de Nancy car le duc de Lorraine comptait parmi les plus puissants soutiens Erard de Brienne, attaquent tour à tour les châteaux de Châteauvillain, Clefmont, Joinville… et c'est probablement à partir de ces événements que Renier d'Aigremont doit se soumettre à Blanche de Navarre et qu'il est relevé de l'excommunication.

## Mariage et enfants
Avant 1230, il épouse Isabelle de Bauffremont, fille de Liébaut III de Bauffremont et d'Isabelle de Reynel, dont il a une fille unique :
- Alix d'Aigremont, dite Bartholomette (née vers 1230, morte avant mai 1302), qui épouse avant décembre 1246 Jean Ier, seigneur de Choiseul, fils de Renard II de Choiseul et de sa seconde épouse Alix de Dreux (dame de Traves, fille de Robert II de Dreux, comte de Dreux, et de Yolande de Coucy), dont elle a six enfants.

## Sources
- Marie Henry d'Arbois de Jubainville, Histoire des Ducs et Comtes de Champagne, 1865.
- Théodore Pistollet de Saint-Ferjeux, Recherches historiques et statistiques sur les principales communes de l'arrondissement de Langres, 1836.
- Émile Jolibois, La Haute-Marne ancienne et moderne, 1858.
- L'abbé Roussel, Le diocèse de Langres : histoire et statistique, 1875.
- Henri de Faget de Casteljau, Recherches sur la Maison de Choiseul, 1970.